# Kanton Béziers-3
Béziers-3 is een kanton van het Franse departement Hérault. Het kanton maakt deel uit van het arrondissement Béziers.

## Gemeenten
Het kanton Béziers-3 omvatte tot 2014 de volgende gemeenten:
- Béziers (deels, hoofdplaats)
- Cazouls-lès-Béziers
- Colombiers
- Corneilhan
- Lespignan
- Lignan-sur-Orb
- Maraussan

Bij de herindeling van de kantons door het decreet van 26 februari 2014, met uitwerking op 22 maart 2015, werd dat kanton samengevoegd met het (oude) kanton Beziers-1 tot het nieuwe kanton Béziers-2.
Er werd een nieuw kanton Béziers-3 gevormd dat volgende gemeenten omvat:
- Béziers (noordoostelijk deel)
- Bassan
- Boujan-sur-Libron
- Cers
- Espondeilhan
- Lieuran-lès-Béziers
- Sauvian
- Servian
- Villeneuve-lès-Béziers